# Gymnelia metallica
Gymnelia metallica är en fjärilsart som beskrevs av Rothschild 1911. Gymnelia metallica ingår i släktet Gymnelia och familjen björnspinnare. Inga underarter finns listade i Catalogue of Life.